# Архиволт
Архиволт је полукружни лук који спаја два стуба (у хеленистичкој, римској, ренесансној и барокној архитектури). У готској и романској архитектури то је низ лукова главног црквеног портала, који су често украшени киповима.